# Ширинський район
Ширинський район (рос. Ширинский район, хак. Шира аймағы) — адміністративна одиниця Республіки Хакасія Російської Федерації.
Адміністративний центр — село Шира.

## Адміністративний поділ
До складу району входять одне міське та 14 сільських поселень:
1. Жемчужненська селищна рада — смт Жемчужний, сел. Колодезний
2. Комунаровська сільрада — с Комунар, с. Мірний, с. Мала Сія;
3. Туїмська сільрада — с. Туїм, с. Тісін, с. Верхній Туїм, с. Улень;
4. Ширинська сільрада — с. Шира, аал Марчелгаш, аал Топанов, аал Малий Кобежиков;
5. Беренжацька сільрада — сел. Беренжак, д. Мендоль, д. Усть-Тунгужуль;
6. Борцовська сільрада — с. Борець, д. Власьєво, д. Старий Борець;
7. Воротська сільрада — с. Ворота;
8. Джирімська сільрада — с. Джирім;
9. Єфремкінська сільрада — с. Єфремкіно, аал Трошкін;
10. Селосонська сільрада — с. Сон, д. Гальджа, д. Катюшкіно;
11. Соленоозерна сільрада — с. Соленоозерне;
12. Спірінська сільрада — аал Малий Спірін, д. Тупік, д. Чалгистаг;
13. Фиркальська сільрада — с. Фиркал, аал Усть-Фиркал;
14. Целінна сільрада — с. Целінне;
15. Чорноозерна сільрада — с. Чорне Озеро, д. Талкін Ключ, д. Кірово, д. Бєлий Балахчин, д. Чебаки.